# クリスティーナ・ブクサ
クリスティーナ・ブクサ（Cristina Bucșa, 1998年1月1日 - ）は、モルドバ共和国キシナウ出身、スペイン国籍の女子プロテニス選手。WTAツアーでダブルス4勝を挙げている。身長176cm。右利き、バックハンド・ストロークは両手打ち。WTAランキング最高位はシングルス56位、ダブルス19位。2024年パリオリンピック女子ダブルス銅メダリスト。

## 経歴

### 幼少期
1998年にモルドバ共和国の首都キシナウに生まれた。父親のイオン・ブクサはバイアスロン選手であり、1998年の長野冬季五輪と2002年のソルトレークシティ冬季五輪に出場している。3歳の時に一家でスペインのカンタブリア州に転居し、やがてカンタブリア州トレラベーガに落ち着いた。
5歳の時にテニスを開始し、2014年にはバルセロナに転居して練習していたが、2016年にはトーレラベガに戻っている。

### プロキャリア

#### 2019年
2019年のウィンブルドン選手権では予選2回戦でイギリスのサマンサ・マレー・シャランに敗れた。

#### 2021年
2021年の全米オープンでは予選でカテリナ・コズロワ、エルヴィナ・カリエバ、オセアン・ドダンに勝利し、グランドスラムで初めて本戦に出場したが、1回戦でスイスのジル・タイシュマンに敗れた。

#### 2022年
2022年の全豪オープンでは予選に勝利して本戦に出場したが、1回戦でベルギーのアリソン・バン・アイトバンクに敗れた。同年の全仏オープンでも1回戦でブラジルのベアトリース・ハダード・マイアに敗れた。同年の全米オープンでは1回戦でスロベニアのカヤ・ジュバンに勝利し、グランドスラム本戦における初勝利を飾ったが、2回戦で第19シードのダニエル・コリンズに敗れた。

#### 2023年
2023年の全豪オープンでは1回戦でドイツのエバ・リーズに、2回戦でカナダのビアンカ・アンドレースクに勝利したが、3回戦で第1シードのイガ・シフィオンテクに敗れた。同年2月のWTAリヨン・オープンではビビアン・スクーフスと組んでダブルスに出場し、WTAツアーにおける初優勝を飾った。同年のウィンブルドン選手権では2回戦で第4シードのジェシカ・ペグラに敗れた。

#### 2024年
2024年4月のコパ・コルサニータスでは、カミラ・ラヒモワと組んだダブルスで優勝し、WTAツアーのダブルスにおける2勝目を挙げた。WTA1000トーナメントに位置づけられる5月のムチュア・マドリード・オープンでは、同胞のサラ・ソリベス・トルモと組んでダブルスに出場し、決勝ではバルボラ・クレイチコバとラウラ・シグムントのペアに勝利して優勝した。
2024年7月の2024年パリオリンピックのシングルスでは1回戦でペトラ・マルティッチに勝ったが、2回戦で第16シードのレイラ・フェルナンデスに敗れた。サラ・ソリベス・トルモと組んだダブルスには第8シードとして出場し、準決勝ではミラ・アンドレーワとディアナ・シュナイダーのペアに敗れたが、3位決定戦ではカロリナ・ムホバとリンダ・ノスコワのペアを破って銅メダルを獲得した。

## 人物
スペイン語、ルーマニア語、英語、フランス語を話すことができる。2014年にはスペイン国籍を取得した。ブクサ同様にモルドバに生まれて幼少期にスペインに移住した女子テニス選手としてはアリオナ・ボルソバなどもいる。
ブクサのコーチは父親のイオン・ブクサである。父親は独学でテニスのコーチングを学んだうえに、理学療法士の資格も取得している。

## 4大大会成績
略語の説明
| W | F | SF | QF | #R | RR | Q# | LQ | A | Z# | PO | G | S | B | NMS | P | NH |

W=優勝, F=準優勝, SF=ベスト4, QF=ベスト8, #R=#回戦敗退, RR=ラウンドロビン敗退, Q#=予選#回戦敗退, LQ=予選敗退, A=大会不参加, Z#=デビスカップ/BJKカップ地域ゾーン, PO=デビスカップ/BJKカッププレーオフ, G=オリンピック金メダル, S=オリンピック銀メダル, B=オリンピック銅メダル, NMS=マスターズシリーズから降格, P=開催延期, NH=開催なし.

### シングルス
| 大会           | 2019 | 2020 | 2021 | 2022 | 2023 | 2024 |
| -------------- | ---- | ---- | ---- | ---- | ---- | ---- |
| 全豪オープン   | A    | Q1   | Q1   | 1R   | 3R   | 1R   |
| 全仏オープン   | A    | Q1   | Q1   | 1R   | 1R   | 2R   |
| ウィンブルドン | Q2   | NH   | Q3   | Q2   | 2R   | 2R   |
| 全米オープン   | Q1   | A    | 1R   | 2R   | 1R   |      |

### ダブルス
| 大会           | 2019 | 2020 | 2021 | 2022 | 2023 | 2024 |
| -------------- | ---- | ---- | ---- | ---- | ---- | ---- |
| 全豪オープン   | A    | A    | A    | A    | 2R   | QF   |
| 全仏オープン   | A    | A    | A    | A    | 1R   | 3R   |
| ウィンブルドン | A    | NH   | A    | A    | 1R   | 2R   |
| 全米オープン   | A    | A    | A    | A    | 2R   |      |

## WTAツアー決勝進出結果

### ダブルス: 5回（4勝1敗）
| Legend         |
| -------------- |
| グランドスラム |
| WTA 1000 (1–0) |
| WTA 500        |
| WTA 250 (2–1)  |

| 結果 | 決勝日    | 大会                 | サーフェス | パートナー             | 対戦相手                                      | スコア                |
| ---- | --------- | -------------------- | ---------- | ---------------------- | --------------------------------------------- | --------------------- |
| 敗北 | 2022年9月 | スロベニア・オープン | ハード     | テレサ・ミハリコバ     | マルタ・コスチュク テレザ・マルティンコバ     | 4–6, 0–6              |
| 勝利 | 2023年2月 | WTAリヨン・オープン  | ハード     | ビビアン・スクーフス   | オルガ・ダニロビッチ アレクサンドラ・パノワ   | 7–6(7–5), 6–3         |
| 勝利 | 2024年4月 | コパ・コルサニータス | クレー     | カミラ・ラヒモワ       | アンナ・ボンダール イリーナ・フロマチェワ     | 7–6(7–5), 3–6, [10–8] |
| 勝利 | 2024年5月 | マドリード・オープン | クレー     | サラ・ソリベス・トルモ | バルボラ・クレイチコバ ラウラ・シグムント     | 6–0, 6–2              |
| 勝利 | 2024年5月 | ストラスブール国際   | クレー     | モニカ・ニクレスク     | エイジア・ムハンマド アルディラ・スーチャディ | 3–6, 6–4, [10–6]      |